# Chiesa di San Lorenzo Martire (Cibiana di Cadore)
La chiesa di San Lorenzo Martire, o anche solo chiesa di San Lorenzo, è la parrocchiale di Cibiana di Cadore, in provincia di Belluno e diocesi di Belluno-Feltre; fa parte della convergenza foraniale di Ampezzo-Cadore-Comelico.

## Storia
La prima citazione di una cappella a Cibiana risale al Trecento; allora era filiale della pieve di San Martino Vescovo di Valle.
All'inizio del XVI secolo venne edificata una nuova chiesetta, consacrata nel 1502, che fu elevata a curaziale nel 1590.
Nei primi anni cinquanta dell'Ottocento venne costruita la nuova chiesa, disegnata dal feltrino Giuseppe Segusini e consacrata nel 1858 dal vescovo di Feltre e Belluno Giovanni Renier.

## Descrizione

### Facciata
La facciata della chiesa, rivolta a sudovest e intonacata, si compone di un corpo centrale in aggetto ed è suddivisa da una cornice marcapiano in due registri; quello inferiore presenta il portale d'ingresso, mentre quello superiore è caratterizzato da una grande finestra semicircolare inscritta in un arco a tutto sesto.
Annesso alla parrocchiale è il campanile in pietra a base quadrata, abbellito da lesene angolari; la cella presenta una monofora per lato ed è coronata dalla guglia piramidale sorretta dal tamburo caratterizzato da quattro trifore.

### Interno
L'interno dell'edificio si compone di una grande navata a pianta rettangolare, coperta dalla cupola protetta esteriormente dal tiburio, sulla quale si affacciano le cappelle laterali, voltate a botte e introdotte da archi a tutto sesto.
Qui sono conservate diverse opere di pregio, tra le quali il marmoreo altare maggiore, gli altare laterali in legno, l'organo, costruito dalla ditta brianzola Aletti nel 1898, la pala con soggetto la Beata Vergine Maria e le raffigurazioni di san Tiziano e di san Lorenzo.